# Los Choneros
Los Choneros — эквадорская преступная организация, происходящая из кантона Чоне в провинции Манаби. Известны вымогательствами, убийствами (в том числе заказными), торговлей наркотиками и другими преступлениями. На 2022 год присутствуют на большей части побережья Эквадора и, по данным полиции, являются вооружённым крылом колумбийского картеля, имеющего интересы внутри страны. Основатели группировки заключены в тюрьму или убиты, и многие из них были внесены в список самых разыскиваемых в Эквадоре.

## Этимология
Название Лос-Чонерос происходит от прилагательного, обозначающего местность происхождения. В настоящее время это слово, поскольку оно связано с преступной группировкой, имеет уничижительное значение, и выходцы из кантона предпочитают называть себя Чоненсес.

## История
Эквадор является третьей страной в мире, которая изымает больше всего кокаина, уступая только Колумбии и Соединённым Штатам, согласно последнему Всемирному отчёту ООН о наркотиках. В 2021 году в стране было изъято 210 тонн кокаина. За последнюю декаду 2022 года конфисковано 128,4 тонны наркотиков. Это привело в конце сентября 2022 года к волне насилия и нападениям на представителей власти в Гуаясе, Эсмеральдасе и Санто-Доминго. В Гуаякиле был убит прокурор, который расследовал дела, связанные с транснациональной мафией.
Вначале в группу входило восемь человек в возрасте от 18 до 30 лет. Хорхе Бисмарк Велиз Испания был её основателем и первым лидером, известным как «Чонеро» или «Лейтенант Испания». Вначале «Лейтенант Испания» работал на «Лос Кесерос». Однако на вечеринке глава банды «Лос Кесерос» (Карлос Хесус Седеньо Вера, «Эль Рохо» «Эль Кесеро») становится врагом «Лейтенанта Испании». Поэтому лидер «Лос Кесерос» приказывает убить «Лейтенанта Испанию». В ту ночь при попытке добить раненого «Лейтенанта Испанию» погибла его жена, а дочь была ранена. Тогда Лейтенант Испания, вместе с членами своей семьи и друзьями (их называли бандой «Лос Чонерос»), среди которых был их «штатный» киллер Хорхе Луис Самбрано, из мести убил брата лидера «Лос Кесерос» (Джонни Верди Седеньо Вера, «Эль Барон») и его сына (Кристиан Джонатан Седеньо Брионес). Таким образом, между двумя сторонами вспыхнула война. В результате «Лос Кесерос» были уничтожены, а из банды «Лос Чонерос» выжили единицы, что позволило им продолжить организованную преступную деятельность.
Многие граждане Чона изменили самоназвание, чтобы их не путали с членами преступной группировки.
Затем образовалась банда los Choneros, которая занималась незаконным оборотом наркотиков и разбоем. Впоследствии они подключились к торговле людьми, убийствам, вымогательствам, и контрабанде. 
Название банды «choneros», в основном, связано с местом жительства лидера незаконной группировки. Хорхе Бисмарк Велиз Эспанья, он же «лейтенант Эспанья», был тем, кто назвал группу «Los Choneros», так как родился и вырос в маргинальных кварталах города Чоне в провинции Манаби. Велиз, известный в то время под псевдонимом «Эль Чонеро», начал свою криминальную карьеру как торговец наркотиками, а позже организовал их экспорт с пляжей Манта в Мексику и США. В 1998 году преступная организация «Лос Чонерос» командовала морскими коридорами, по которым из Эквадора шли суда с наркотиками, и вскоре это была одна из самых страшных банд наркоторговцев в стране. Вначале, согласно полицейским записям, они были вооружённым крылом колумбийского наркокартеля и приобрели власть и оружие. Сообщений о том, что этот союз продолжается в настоящее время, нет. В разгар преступной деятельности банды появились конкурирующие группы, такие как Los Queseros и другие.
После смерти в 2007 году Велиза Хорхе, предполагалось, что лидерство перешло к Хорхе Бисмарку Луису Самбрано Гонсалесу по прозвищу «Раскинья». Он был арестован в 2008 году и в 2011 году, приговорён к 25 годам наказания, но после шести лет освобождён по решению судьи с условием, что он будет еженедельно появляться в тюрьме Родео из Портовьехо. В тюрьме изучал юриспруденцию, гостиничный бизнес и туризм. В понедельник, 28 декабря 2020 г., в 18:00 Хорхе Луис Самбрано по прозвищу «Раскинья» был убит в торговом центре Mall del Pacífico.
Группировку возглавили братья Уильям Леодан Масиас Вильямар, он же «Лан»; Хосе Адольфо Масиас Вильямар, он же «Фито», и Рональд Масиас Вильямар, он же «Хавико» также были заметными участниками банды. По данным полиции, одним из лидеров был Масиас Вильямар («Хавико»), «Лан» и «Фито» взяли на себя внутреннее руководство.
Арест лидеров банды в 2011 году и их последующая интеграция в тюремную систему положили начало десятилетнему развитию Los choneros. С 2011 года банда превратилась в одну из самых жестоких тюремных групп в стране и в вооружённое крыло самого крупного наркокартеля Мексики — Синалоа в Эквадоре. Группа насчитывает 12 000 участников.
После явного ослабления в период с 2011 по 2019 год, «Лос Чонерос» завоёвывают контроль над территориями и оспаривают с другими преступными группировками лидерство в тюрьмах и на улицах. Новый подъём банды связан с тем, что несколько лет они контролировали преступность непосредственно на улицах, теперь же управляют им из тюрем.
В последние несколько лет между членами нескольких преступных группировок, среди которых выделяются «Лос-Лобос» и «Лос-Чонерос», связанные с мексиканскими картелями и представляющие их интересы в Эквадоре, происходят вооружённые столкновения. Вооружённые конфликты были в июле 2022 года в центральной тюрьме; в октябре 2021 года в тюрьме Литораль в Гуаякиле и в тюрьме Латакунга в центре страны. Банды борются за лидерство в тюрьме и на рынке незаконного оборота наркотиков. По данным France 24, с февраля 2021 года по ноябрь 2022 года зарегистрировано около 400 смертей заключённых в ходе вооружённых стычек. Беспорядки и вооружённые столкновения в тюрьмах, по мнению властей, «являются реакцией на действия полиции и национального правительства против организованной преступности». Президент страны Гильермо Лассо назвал их «объявлением открытой войны закону и правительству».
Портал журналистских расследований Código Vidrio опубликовал полицейский отчёт Координатора безопасности пенитенциарных учреждений. В документе указывается, что более 25 тысяч заключённых в стране входят в преступные группировки. Наибольшее количество — члены Los lobos (Волки) и Los choneros, они составляют 64 % осуждённых, отбывающих наказание в тюрьмах. В Эквадоре количество заключённых, входящих в преступные группировки, менее чем вдвое ниже количества солдат в армии Эквадора. Армия насчитывает более 34 000 военнослужащих, что едва ли на 10 000 больше, чем число заключённых в тюрьмах.
В 2019 году произошёл тюремный кризис и несколько главарей банд были переведены в разные тюрьмы с целью демонтажа иерархической конструкции банд, что привело к изменению динамики в процессе криминализации общества. Результатом стал обратный эффект, который привёл к созданию подгрупп в тюремной системе и умножению бандитских войн в стране.
По словам Рамиро Авила Сантамарии, профессора права, специализирующегося на уголовном праве в Университете Андина де Симона Боливара в Эквадоре, пенитенциарная система страны несостоятельна, так как «полиция передала контроль над тюрьмами главарям преступных группировок в обмен на информацию о торговле наркотиками» и крупнейшие преступные группировки Эквадора используют тюрьмы в качестве своих штаб-квартир.
7 января 2024 года из тюрьмы La Regiona сбежал Адольфо Масияс Вильямар по кличке «Фито» — один из лидеров группировки (ранее Фито уже сбегал из этой тюрьмы). После этого в Эквадоре банды начали вооруженные выступления, и президент страны Даниэль Нобоа, победивший на выборах три месяца назад, объявил чрезвычайное положение сроком на два месяца. Прошедшие президентские выборы сопровождались убийством одного из кандидатов — Фернандо Вильявисенсио, известного журналиста-расследователя и борца с мафией, которому Фито угрожал за несколько дней до смерти.
.

## Известные преступления
- 11 февраля 2013 года 9 членов группировки стали главными героями побега из «Ла Рока», в ходе которого они связали охранников и сбежали через реку Дауле[10]. Их обвиняют в контрабанде, вымогательстве и шантаже внутри тюрем страны, а 18 февраля министерство юстиции задержало 21 полицейского и 4 охранников прибрежной колонии, связанных с бандой, которые, согласно официальным источникам, выполняли функции связных с их сообщиниками на воле[11].

## Убийства
- Уильям Умберто Поведа Салазар, 39 лет, по прозвищу «Эль Кубано», был изрешечён пулями, обезглавлен, а его голова использовалась для игры в футбол в Литоральной тюрьме во время беспорядков, организованных этой бандой[12].
- Дарвин Эдди Корозо по прозвищу «Негр Джесси» получил восемь ножевых ранений на глазах у охранников Социально-реабилитационного центра Латакунга[13].
- 30 мая 2019 года в тюрьме Литораль шесть членов банды «Лос Горрас»: «Рикардо Иван Мантилья, 23 года; Марсело Капурро, 37 лет; Кристиан Куэнка, 28 лет; Луис Парралес, 33 года; и Ромарио Вильон, 24 года»[14] были убиты в ходе стычки, предположительно, между «Луисом Фелипе Гонсалесом, Марко Антонио Эспином и Боливаром Хавьером Карраско, преступниками, осуждёнными за грабёж и ношение оружия»[14].